# Vuelta a Burgos 2009
La Vuelta a Burgos 2009, trentunesima edizione della corsa, si svolse dal 5 al 9 agosto 2009 su un percorso di 641 km ripartiti in 5 tappe, con partenza da Oña e arrivo a Lagunas de Neila. Fu vinta dallo spagnolo Alejandro Valverde della Caisse d'Epargne davanti al suo connazionale Xavier Tondó e allo statunitense Thomas Danielson.

## Tappe
| Tappa  | Data     | Percorso                                            | km  | Vincitore di tappa | Leader cl. generale |
| ------ | -------- | --------------------------------------------------- | --- | ------------------ | ------------------- |
| 1ª     | 5 agosto | Oña > Briviesca                                     | 143 | Koldo Fernández    | Koldo Fernández     |
| 2ª     | 6 agosto | Villasana de Mena > Miranda de Ebro                 | 153 | Joaquim Rodríguez  | Joaquim Rodríguez   |
| 3ª     | 7 agosto | Burgos > Burgos                                     | 175 | Nikolas Maes       | Ben Hermans         |
| 4ª     | 8 agosto | Ribera del Duero > Roa de Duero (cron. individuale) | 15  | Thomas Danielson   | Thomas Danielson    |
| 5ª     | 9 agosto | Areniscas de los Pinares > Lagunas de Neila         | 155 | Ezequiel Mosquera  | Alejandro Valverde  |
| Totale | Totale   | Totale                                              | 641 |                    |                     |

## Dettagli delle tappe

### 1ª tappa
- 5 agosto: Oña > Briviesca – 143 km

| Pos. | Corridore            | Squadra           | Tempo    |
| ---- | -------------------- | ----------------- | -------- |
| 1    | Koldo Fernández      | Euskaltel         | 3h28'14" |
| 2    | Enrique Mata Cabello | Burgos Monumental | s.t.     |
| 3    | Nikolas Maes         | Vlaanderen        | s.t.     |

| Pos. | Corridore            | Squadra           | Tempo    |
| ---- | -------------------- | ----------------- | -------- |
| 1    | Koldo Fernández      | Euskaltel         | 3h28'14" |
| 2    | Enrique Mata Cabello | Burgos Monumental | s.t.     |
| 3    | Nikolas Maes         | Vlaanderen        | s.t.     |

### 2ª tappa
- 6 agosto: Villasana de Mena > Miranda de Ebro – 153 km

| Pos. | Corridore          | Squadra          | Tempo    |
| ---- | ------------------ | ---------------- | -------- |
| 1    | Joaquim Rodríguez  | Caisse d'Epargne | 3h36'51" |
| 2    | Ben Hermans        | Vlaanderen       | a 1"     |
| 3    | Alejandro Valverde | Caisse d'Epargne | s.t.     |

| Pos. | Corridore          | Squadra          | Tempo    |
| ---- | ------------------ | ---------------- | -------- |
| 1    | Joaquim Rodríguez  | Caisse d'Epargne | 7h05'05" |
| 2    | Ben Hermans        | Vlaanderen       | a 1"     |
| 3    | Alejandro Valverde | Caisse d'Epargne | s.t.     |

### 3ª tappa
- 7 agosto: Burgos > Burgos – 175 km

| Pos. | Corridore      | Squadra    | Tempo    |
| ---- | -------------- | ---------- | -------- |
| 1    | Nikolas Maes   | Vlaanderen | 4h25'55" |
| 2    | Aleksej Markov | Katusha    | s.t.     |
| 3    | Ben Hermans    | Vlaanderen | s.t.     |

| Pos. | Corridore          | Squadra          | Tempo     |
| ---- | ------------------ | ---------------- | --------- |
| 1    | Ben Hermans        | Vlaanderen       | 11h31'01" |
| 2    | Joaquim Rodríguez  | Caisse d'Epargne | a 3"      |
| 3    | Alejandro Valverde | Caisse d'Epargne | a 4"      |

### 4ª tappa
- 8 agosto: Ribera del Duero > Roa de Duero (cron. individuale) – 15 km

| Pos. | Corridore        | Squadra | Tempo  |
| ---- | ---------------- | ------- | ------ |
| 1    | Thomas Danielson | Garmin  | 17'09" |
| 2    | Danny Pate       | Garmin  | a 10"  |
| 3    | Aleksej Markov   | Katusha | a 16"  |

| Pos. | Corridore          | Squadra          | Tempo     |
| ---- | ------------------ | ---------------- | --------- |
| 1    | Thomas Danielson   | Garmin           | 11h48'27" |
| 2    | Danny Pate         | Garmin           | a 4"      |
| 3    | Alejandro Valverde | Caisse d'Epargne | a 5"      |

### 5ª tappa
- 9 agosto: Areniscas de los Pinares > Lagunas de Neila – 155 km

| Pos. | Corridore             | Squadra         | Tempo    |
| ---- | --------------------- | --------------- | -------- |
| 1    | Ezequiel Mosquera     | Xacobeo Galicia | 4h00'52" |
| 2    | Xavier Tondó          | Andalucia       | a 6"     |
| 3    | Francesco Masciarelli | Acqua & Sap.    | a 9"     |

| Pos. | Corridore          | Squadra          | Tempo     |
| ---- | ------------------ | ---------------- | --------- |
| 1    | Alejandro Valverde | Caisse d'Epargne | 15h49'33" |
| 2    | Xavier Tondó       | Andalucia        | a 10"     |
| 3    | Thomas Danielson   | Garmin           | a 12"     |

## Classifiche finali

### Classifica generale
| Pos. | Corridore             | Squadra           | Tempo     |
| ---- | --------------------- | ----------------- | --------- |
| 1    | Alejandro Valverde    | Caisse d'Epargne  | 15h49'33" |
| 2    | Xavier Tondó          | Andalucia-Cajasur | a 10"     |
| 3    | Thomas Danielson      | Garmin-Slipstream | a 12"     |
| 4    | Ezequiel Mosquera     | Xacobeo Galicia   | a 30"     |
| 5    | Mauricio Soler        | Barloworld        | a 1'11"   |
| 6    | Francesco Masciarelli | Acqua & Sapone    | a 1'16"   |
| 7    | Beñat Intxausti       | Fuji-Servetto     | a 1'39"   |
| 8    | Íñigo Cuesta          | Cervélo TestTeam  | a 1'40"   |
| 9    | Manuel Vázquez        | Contentpolis-Ampo | a 2'07"   |
| 10   | Philip Deignan        | Cervélo TestTeam  | a 2'14"   |